# Gespräche mit Seth
Gespräche mit Seth – Von der ewigen Gültigkeit der Seele (Originaltitel: Seth Speaks: The Eternal Validity of the Soul; deutsche Übersetzung durch Sabine Lucas) ist ein Buch der US-amerikanischen Autorin Jane Roberts von 1972. Es ist die zweite Veröffentlichung aus der Reihe der so genannten Seth-Materialien (engl. Seth Materials), der Titel des ersten Buches von 1970 lautet „Das Seth-Material“. Beide Werke wurden mehrfach neu aufgelegt.
In dem Werk, von dem laut Roberts alle „Lernbegierigen“ profitieren können, beschäftigt sie sich unter anderem mit dem Bewusstsein, der Seele oder Psyche und der Existenz alternativer Realitäten. Behandelt werden unter anderem der Gottes- und Christusbegriff, bekannte Welt-Religionen, Mythen, Themen zu Gesundheit und Körper, der Tod und das Leben nach dem Tod. Eine der Grundaussagen, dass „jeder Mensch seine Realität selbst“ gestalte, zieht sich durch dieses und auch die folgenden Bücher. Einige der aufgestellten Thesen widersprechen den etablierten Lehren und Sichtweisen der Religionen und der Wissenschaft von Natur und Medizin.

## Entstehung
Der eigentliche Verfasser dieses Werks, wie auch der in diesem Zusammenhang folgenden Bücher, sei eine Persönlichkeit namens Seth, versicherte Jane Roberts. Seth sei ein „Energiepersönlichkeitskern“, wie er sich selbst nenne: „Er ist nicht mehr in der physischen Form zentriert.“ Am 8. Dezember 1963, während eines Experiments am Ouija-Brett, das Jane gemeinsam mit ihrem Ehemann Robert durchführte, bekam sie eigenen Angaben zufolge erstmals Kontakt zu Seth. Seit dieser Zeit protokollierte Robert, der nach seiner Aussage von Seth Joseph genannt wurde, zweimal pro Woche bis zum Tod seiner Frau in den sogenannten Seth-Sitzungen die diktierten Texte wörtlich mit. Ruburt, wie Seth Jane angeblich nannte, befand sich während dieser Durchgaben in Trance. Eigenen Erklärungen zufolge, waren zeitweilig auch Zeugen während Seths Diktat-Durchgaben anwesend.

## Aufbau und Inhalt
Gespräche mit Seth enthält die Sitzungs-Protokolle 511–596, die vom 21. Januar 1970 bis zum 27. September 1971 von Seth diktiert worden seien. Dieses Buch ist so aufgebaut, wie sämtliche anderen Seth-Bücher auch, dass der Leser deutlich zwischen diktiertem Text-Inhalt und persönlichen Anmerkungen unterscheiden kann. Damit der Buch-Inhalt für jeden Leser einfacher zu verstehen sei, „wurde er in der Art einer Erzählung diktiert“.
Erster Teil: „Dieser erste Teil behandelt speziell unsere innere und äußere unmittelbare Umwelt.“ Hier beschreibt Seth/Roberts, wie unsere Welt aufgebaut sei und funktioniere:
„Der Glaube an die Abhängigkeit unserer Existenz vom physischen Körper birgt die Angst der Vernichtung in sich. Ich schreibe dieses Buch, um euch zu versichern, dass die Dinge anders liegen.“
Zweiter Teil: „Der zweite Teil behandelt die größere Realität der Seele und ihrer Wahrnehmung.“
„Beim Lesen dieses Buches sollen die Worte die intuitiven Fähigkeiten in euch erwecken. Während der Lektüre werden euch eure eigenen Träume zusätzliche Informationen geben ...“
„Ich möchte euch also mit euch selber bekanntmachen.“

### Inhaltsverzeichnis Teil 1
- 01 Ich habe keinen physischen Körper und schreibe trotzdem dieses Buch
- 02 Meine Umwelt, Arbeit und Tätigkeiten
- 03 Meine Arbeit und die Realitätsdimensionen, in die sie mich führt
- 04 Reinkarnationsdramen
- 05 Wie Gedanken Materie erzeugen – Koordinationspunkte
- 06 Die Seele und die Natur ihrer Wahrnehmung
- 07 Das seelische Potential
- 08 Schlaf, Traum und Bewusstsein

### Inhaltsverzeichnis Teil 2
- 09 Die Todeserfahrung
- 10 Der „Tod“ im Leben
- 11 Jenseitige Alternativen und die Technik des Übergangs
- 12 Reinkarnationsbeziehungen
- 13 Reinkarnation, Träume und das verborgene Männliche und Weibliche Selbst
- 14 Schöpfungsmythen und der multidimensionale Gott
- 15 Reinkarnationszivilisationen, Wahrscheinlichkeiten und mehr über den multidimensionalen Gott
- 16 Wahrscheinliche Systeme, Menschen und Götter
- 17 Wahrscheinlichkeiten, die Natur von Gut und Böse und religiöse Symbolik
- 18 Verschiedene Bewusstseinszustände, Symbolik und Facetteneinstellung
- 19 Gegenwartsalternativen und Facetteneinstellung
- 20 Fragen und Antworten
- 21 Bedeutung der Religion
- 22 Ein Lebewohl und eine Einführung: Aspekte der multidimensionalen Persönlichkeit aus meiner Sicht

## Seth-Material(Buch-Liste)
Alle Bücher des Seth Materials wurden so geschrieben, dass sie aufeinander aufbauen, aber auch einzeln gelesen einen Sinn ergeben sollen.
Chronologische Auflistung aller veröffentlichten Bücher (Zeitraum der Textdurchgabe durch Seth). Die Jahreszahlen hinter den Büchern stellen ihr Erscheinen im deutschsprachigen Raum dar:
- Das Seth-Material (Original: The Seth Material), Heinrich Hugendubel Verlag, Kreuzlingen/München 1986, ISBN 3-7205-2172-9.
- Gespräche mit Seth (Original: Seth Speaks), Goldmann Verlag, 1986, ISBN 3-442-11768-2.
- Die Natur der persönlichen Realität (Original: The Nature of Personal Reality), Ariston Verlag, Genf 1985, ISBN 3-7205-1299-1.
- Seth und die Wirklichkeit der Psyche, Band 1 (Original: The Unknown Reality, Volume 1), Wilhelm Goldmann Verlag, München 1989, ISBN 3-442-11888-3.
- Seth und die Wirklichkeit der Psyche, Band 2 (Original: The Unknown Reality, Volume 2), Wilhelm Goldmann Verlag, München 1989, ISBN 3-442-11889-1.
- Die Natur der Psyche (Original: The Nature of the Psyche), Wilhelm Goldmann Verlag, München 1979, ISBN 3-442-11760-7.
- Individuum und Massenschicksal. (Original: The Individual and the Nature of Mass Events), Ariston Verlag, Genf 1988 und 1995, ISBN 3-7205-1838-8.
- Träume, „Evolution“ und Werterfüllung (Original: Dreams, »Evolution«, and Value Fulfillment), Ariston Verlag, Genf/München 1990, ISBN 3-442-12145-0.
- Seths letzte Botschaft (Original: The Way Toward Health), Verlag Hermann Bauer GmbH & Co. KG, Freiburg i. Br. 2000, ISBN 3-7626-0728-1.

Die frühen Sitzungen 1–510 wurden im Jahr 2000 erstmals in deutscher Sprache veröffentlicht:
- Die frühen Sitzungen, Band 1 bis 9 (Original: The Early Sessions), Sethverlag, Sempach 2000.

Die frühen Klassensitzungen, in vier Bänden, wurden erstmals im Jahr 2011 in deutscher Sprache veröffentlicht:
- Die frühen Klassen-Sitzungen, Band 1 bis 4 (Original: The Early Class Sessions), Seth-Verlag, Sempach 2011.
- Die persönlichen Sitzungen, Band 1 (Original: The Personal Sessions), Seth-Verlag, Sempach 2003, ISBN 978-3-907833-70-4.

## Kommentare
- Richard Bach (Autor von Die Möwe Jonathan): „Dies ist ganz einfach eines der besten Bücher, die ich je gelesen habe.“[10]
- Louise Hay (Autorin von Heile Deinen Körper): „Für mich sind die Seth-Bücher Pflichtlektüre für jeden, der auf dem spirituellen Weg ist. Das erstaunlich tiefe Wissen von Seth ist heutzutage genauso relevant wie in den 70er Jahren, als Jane Roberts zum ersten Mal Seth-Material durchgab.“[11]
- Jon Klimo (Psychologie-Professor): „In der Summe ist die Seth Literatur außergewöhnlich. Durchgängige Hauptaussage Seth's ist, dass jeder seine Realität aufgrund seiner Wünsche und Überzeugungen erschafft.“[12]

## Kritik
- Charles Upton (Kritiker der New-Age-Bewegung) behauptet, dass Jane Roberts aufgrund ihrer Angst vor dem Tod und dem Missverständnis zwischen Christentum und östlichen Religionen diese Seth-Texte verfasste.[13]
- James E. Alcock (Psychologe und Kritiker der Parapsychologie) meint, dass zwischen Schwindel und unbewusster Produktion des Seth-Materials nicht unterschieden werden könne.[14]

## Werk
- Jane Roberts: Gespräche mit Seth – Von der ewigen Gültigkeit der Seele. Goldmann Verlag, 1986, ISBN 3-442-11768-2. Dies ist das erste Seth-Buch, das in einer fremden Sprache (deutsch) veröffentlicht wurde.[15]